# Mubō na yume wa sameru koto ga nai
„Mubō na yume wa sameru koto ga nai” (jap. 無謀な夢は覚めることがない) – czwarty singel japońskiego zespołu STU48, wydany w Japonii 29 stycznia 2020 roku przez You! Be Cool.
Singel został wydany w siedmiu edycjach: trzech regularnych i trzech limitowanych (Type A, Type B, Type C) oraz „teatralnej” (CD). Osiągnął 1 pozycję w rankingu Oricon i pozostał na liście przez 12 tygodni. Singel zdobył status platynowej płyty.

## Lista utworów
Wszystkie utwory zostały napisane przez Yasushiego Akimoto.

### Type A
| CD | CD                                                                                      | CD              | CD          | CD      |
| Nr | Tytuł utworu                                                                            | Kompozycja      | Aranżacja   | Długość |
| -- | --------------------------------------------------------------------------------------- | --------------- | ----------- | ------- |
| 1. | „Mubō na yume wa sameru koto ga nai” (jap. 無謀な夢は覚めることがない)                  | Tadashi Tsukida | APAZZI      |         |
| 2. | „Isshun no Thrill” (jap. 一瞬のスリル)                                                  | Kengo Ōhama     | Kengo Ōhama |         |
| 3. | „Mubō na yume wa sameru koto ga nai” (jap. 無謀な夢は覚めることがない) (off vocal ver.) | Tadashi Tsukida | APAZZI      |         |
| 4. | „Isshun no Thrill” (jap. 一瞬のスリル) (off vocal ver.)                                 | Kengo Ōhama     | Kengo Ōhama |         |

| DVD | DVD                                                                                  | DVD     |
| Nr  | Tytuł utworu                                                                         | Długość |
| --- | ------------------------------------------------------------------------------------ | ------- |
| 1.  | „Mubō na yume wa sameru koto ga nai” (jap. 無謀な夢は覚めることがない) (Music Video) |         |

### Type B
| CD | CD                                                                                      | CD              | CD              | CD      |
| Nr | Tytuł utworu                                                                            | Kompozycja      | Aranżacja       | Długość |
| -- | --------------------------------------------------------------------------------------- | --------------- | --------------- | ------- |
| 1. | „Mubō na yume wa sameru koto ga nai” (jap. 無謀な夢は覚めることがない)                  | Tadashi Tsukida | APAZZI          |         |
| 2. | „Bokura no shunkashūtō” (jap. 僕らの春夏秋冬)                                           | A-NOTE, T.INOUE | A-NOTE, T.INOUE |         |
| 3. | „Mubō na yume wa sameru koto ga nai” (jap. 無謀な夢は覚めることがない) (off vocal ver.) | Tadashi Tsukida | APAZZI          |         |
| 4. | „Bokura no shunkashūtō” (jap. 僕らの春夏秋冬) (off vocal ver.)                          | A-NOTE, T.INOUE | A-NOTE, T.INOUE |         |

| DVD | DVD                                                                                  | DVD     |
| Nr  | Tytuł utworu                                                                         | Długość |
| --- | ------------------------------------------------------------------------------------ | ------- |
| 1.  | „Mubō na yume wa sameru koto ga nai” (jap. 無謀な夢は覚めることがない) (Music Video) |         |

### Type C
| CD | CD                                                                                      | CD              | CD              | CD      |
| Nr | Tytuł utworu                                                                            | Kompozycja      | Aranżacja       | Długość |
| -- | --------------------------------------------------------------------------------------- | --------------- | --------------- | ------- |
| 1. | „Mubō na yume wa sameru koto ga nai” (jap. 無謀な夢は覚めることがない)                  | Tadashi Tsukida | APAZZI          |         |
| 2. | „Setouchi no imōto” (jap. 瀬戸内の妹)                                                   | Mirai           | Makoto Wakatabe |         |
| 3. | „Mubō na yume wa sameru koto ga nai” (jap. 無謀な夢は覚めることがない) (off vocal ver.) | Tadashi Tsukida | APAZZI          |         |
| 4. | „Setouchi no imōto” (jap. 瀬戸内の妹) (off vocal ver.)                                  | Mirai           | Makoto Wakatabe |         |

| DVD | DVD                                                                                  | DVD     |
| Nr  | Tytuł utworu                                                                         | Długość |
| --- | ------------------------------------------------------------------------------------ | ------- |
| 1.  | „Mubō na yume wa sameru koto ga nai” (jap. 無謀な夢は覚めることがない) (Music Video) |         |

### Wer. teatralna
| CD | CD                                                                                      | CD              | CD           | CD      |
| Nr | Tytuł utworu                                                                            | Kompozycja      | Aranżacja    | Długość |
| -- | --------------------------------------------------------------------------------------- | --------------- | ------------ | ------- |
| 1. | „Mubō na yume wa sameru koto ga nai” (jap. 無謀な夢は覚めることがない)                  | Tadashi Tsukida | APAZZI       |         |
| 2. | „Kiseki to iu na no Story” (jap. 奇跡という名のストーリー)                              | Rintarō Iino    | Rintarō Iino |         |
| 3. | „Mubō na yume wa sameru koto ga nai” (jap. 無謀な夢は覚めることがない) (off vocal ver.) | Tadashi Tsukida | APAZZI       |         |
| 4. | „Kiseki to iu na no Story” (jap. 奇跡という名のストーリー) (off vocal ver.)             | Rintarō Iino    | Rintarō Iino |         |

## Skład zespołu
| „Mubō na yume wa sameru koto ga nai” |
| --- |
| - STU48: Chiho Ishida, Minami Ishida, Mitsuki Imamura, Hina Iwata, Yūka Oki, Marina Otani, Kokoa Kai, Miyuna Kadowaki, Nonoka Shintani, Yumiko Takino (środek), Kōko Tanaka, Mai Nakamura, Akari Fukuda, Honoka Yano, Fū Yabushita - AKB48 Team 4 / STU48: Nana Okada |

| „Isshun no Thrill” |
| --- |
| - STU48: Kanon Isogai (środek), Miyu Sakaki, Soraha Shinano, Mahina Taniguchi, Aoi Hyōdō, Azusa Fujiwara, Arisa Mineyoshi, Maiha Morishita |

| „Bokura no shunkashūtō” |
| --- |
| - STU48 Kenkyūsei: Yura Ikeda, Miria Imaizumi, Rine Utsumi, Serika Osaki, Anna Kawamata, Yūna Kawamata, Riko Kudō, Aiko Kojima, Arisu Kondō, Himeka Sako, Sara Shimizu, Ayaka Suzuki, Sayaka Takao, Reika Taguchi, Miho Tanaka, Natsuki Tamura, Yayoi Nakahiro, Sayaka Harada, Yurina Minami, Rika Muneyuki, Rinko Yoshizaki, Sara Yoshida, Momoka Rissen (środek), Natsuki Watanabe |

| „Setouchi no imōto”                                                                                                |
| --- |
| - STU48: Minami Ishida, Mitsuki Imamura (środek), Yūka Oki, Yumiko Takino, Kōko Tanaka, Mai Nakamura, Akari Fukuda |

| „Kiseki to iu na no Story” |
| --- |
| - STU48: Chiho Ishida, Minami Ishida, Kanon Isogai, Mitsuki Imamura, Hina Iwata, Yūka Oki, Marina Otani, Kokoa Kai, Miyuna Kadowaki, Soraha Shinano, Yumiko Takino (środek), Kōko Tanaka, Mai Nakamura, Akari Fukuda, Honoka Yano, Fū Yabushita |

## Notowania
| Lista                             | Pozycja |
| --------------------------------- | ------- |
| Oricon Weekly Singles Chart       | 1       |
| Oricon Yearly Singles Chart       | 18      |
| Billboard Japan Hot 100           | 1       |
| Billboard Japan Hot Singles Sales | 1       |

## Sprzedaż
| Dane wg         | Sprzedaż |
| --------------- | -------- |
| Oricon          | 292 445  |
| Billboard Japan | 335 909+ |